# Сидорівка (Шосткинський район)
Си́дорівка — село в Україні, у Есманьській селищній громаді Шосткинського району Сумської області. Населення становить 10 осіб. До 2020 орган місцевого самоврядування — Уланівська сільська рада.

## Географія
Село Сидорівка розташована на правому березі правого берега річки Клевень, вище за течією на відстані 3 км розташоване село Червона Зоря, нижче за течією на відстані 2.5 км розташоване село Біла Береза, на протилежному березі село — Попівка (Курська область), вище по течії за 3 км — зникле в 1980-х роках с. Підлань.
По річці пролягає кордон з Росією.

## Історія
Поблизу села виявлено поселення епохи неоліту.
12 червня 2020 року, відповідно до розпорядження Кабінету Міністрів України № 723-р «Про визначення адміністративних центрів та затвердження територій територіальних громад Сумської області», село увійшло до складу Есманьської селищної громади.
19 липня 2020 року, в результаті адміністративно-територіальної реформи та ліквідації Глухівського району, село увійшло до складу новоутвореного Шосткинського району.

#### Російське вторгнення в Україну (з 2022)
24 червня 2024 року за інформацією ОК «Північ» населений пункт зазнав обстрілів з боку російського агресора. Зафіксовано 8 вибухів, ймовірно міномет 120 мм. 
30 червня 2024 року оперативне командування «Північ» повідомило про чергові обстріли села. Зафіксовано 16 вибухів, ймовірно ствольна артилерія 122 мм.  
14 липня 2024 року село обстріляли російські агресори. Зафіксовано 2 вибухи, ймовірно ФПВ-дрон. 
19 липня 2024 року російські війська обстріляли село. Зафіксовано 1 вибух, ймовірно ФПВ-дрон.  
28 липня 2024 року село знову обстріляли російські агресори. Зафіксовано 6 вибухів, ймовірно міномет 120 мм.   
3 серпня 2024 року російські війська знову обстріляли село. Зафіксовано 4 вибухи, ймовірно міномет 82 мм.       
26 серпня 2024 року російські загарбники продовжували обстрілювати прикордонні території Сумської області. Зокрема в селі зафіксовано 1 вибух, ймовірно ФПВ-дрон.   
27 серпня 2024 року оперативне командування «Північ» інформує про обстріли села. Зафіксовано 5 вибухів, ймовірно міномет 120 мм; 2 обстріли: 2 вибухи, ймовірно ФПВ-дрон.        

## Населення

### Мова
Розподіл населення за рідною мовою за даними перепису 2001 року:
| Мова       | Кількість | Відсоток |
| ---------- | --------- | -------- |
| російська  | 7         | 70%      |
| українська | 3         | 10%      |
| Усього     | 10        | 100%     |